# با خودت مواجه شو (مجموعه تلویزیونی)
با خودت مواجه سو (انگلیسی: Meet Yourself؛‏ چینی: 去有风的地方) مجموعه تلویزیونی چینی محصول سال ۲۰۲۳ به کارگردانی دینگ زی‌گوانگ و با بازی لیو یی‌فِی و لی شیان است. این مجموعه از ۳ ژانویه ۲۰۲۳ از هونان تی‌وی پخش شد.

## بازیگران

### اصلی
- لیو یی‌فِی در نقش شو هونگ‌دو (许红豆)[۴][۵][۶]
- لی شیان در نقش شیه ژی‌یائو (谢之遥)[۷]